# سرسو

سرسو پاسو و افق حقیقی و افق نجومی

سرسو یا سمت‌الرأس (به انگلیسی: Zenith) چ در آسمان به نقطه‌ای گفته می‌شود که دقیقاً بالای سر ناظر قرار دارد؛ یعنی اگر بایستی و به‌طور عمودی به بالا نگاه کنی، آن نقطه‌ای از آسمان که در راستای دید مستقیم توست، سمت‌الرأس است. این نقطه بر روی کرهٔ سماوی تعریف می‌شود و فقط به موقعیت فرد بستگی دارد، یعنی اگر فرد جایش را عوض کند، سرسوی او هم عوض می‌شود.
این مفهوم برای تعیین موقعیت دقیق اجرام آسمانی کاربرد دارد، چون وقتی می‌گوییم مثلاً یک ستاره "نزدیک سمت‌الرأس" است، یعنی تقریباً در بالاترین نقطهٔ آسمان قرار دارد و بیشترین ارتفاع را نسبت به افق دارد. در نجوم، جهت‌یابی و طراحی ابزارهایی مثل تلسکوپ‌ها، دانستن نقطهٔ سرسو اهمیت زیادی دارد.
با توجه به مبهم بودن اصطلاح «بالای سر»، تعریف‌های دقیق‌تری از این مفهوم به کار می‌رود که یکی از آن‌ها تعریف سرسو به‌صورت جهت مخالف با جهت بردار اقلیدسی نیروی جاذبه در هر نقطه از کره زمین است. نقطه مقابل آن پاسو می‌باشد.